# Patrick Stewart

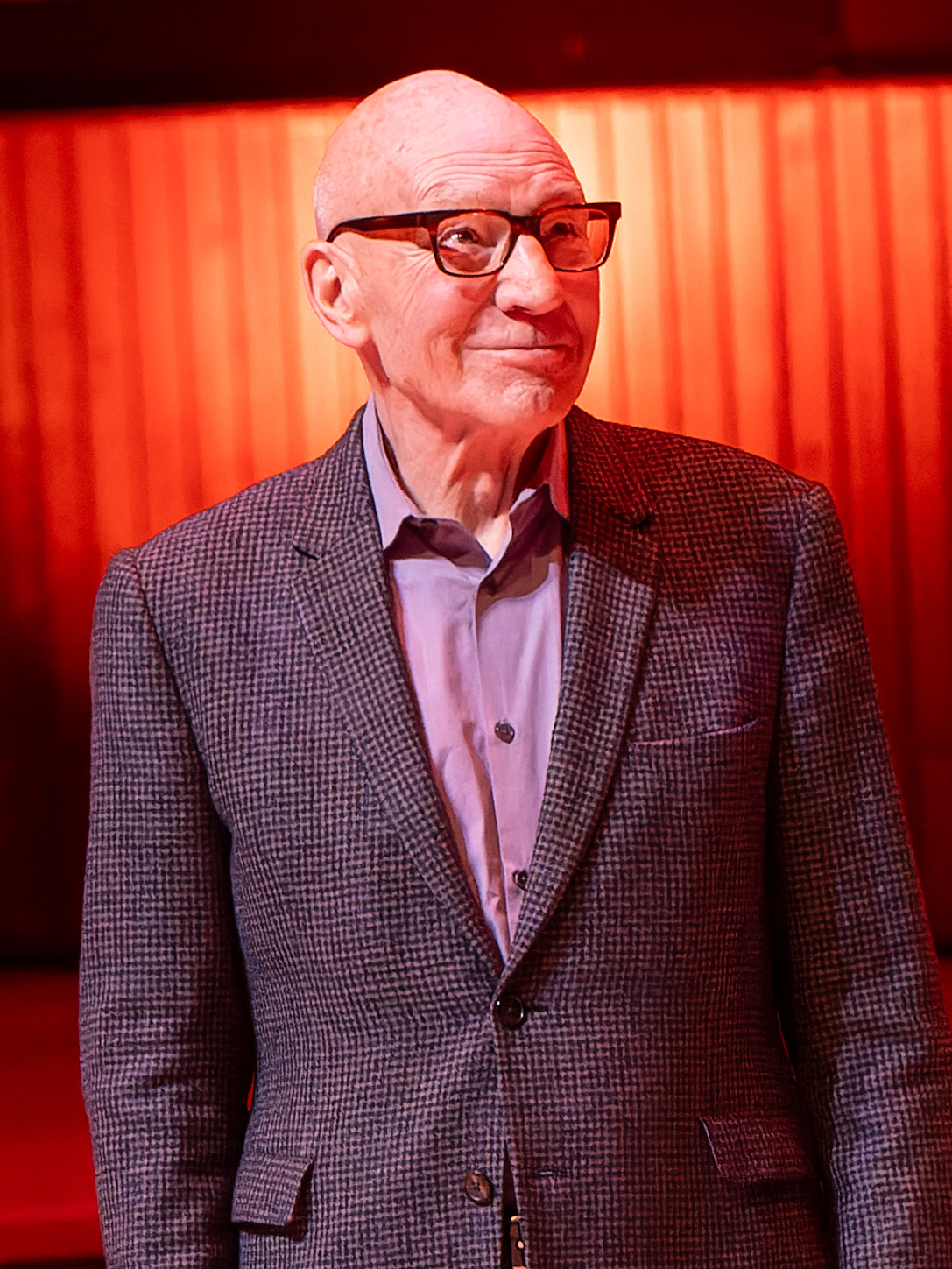
Patrick Stewart (2023)

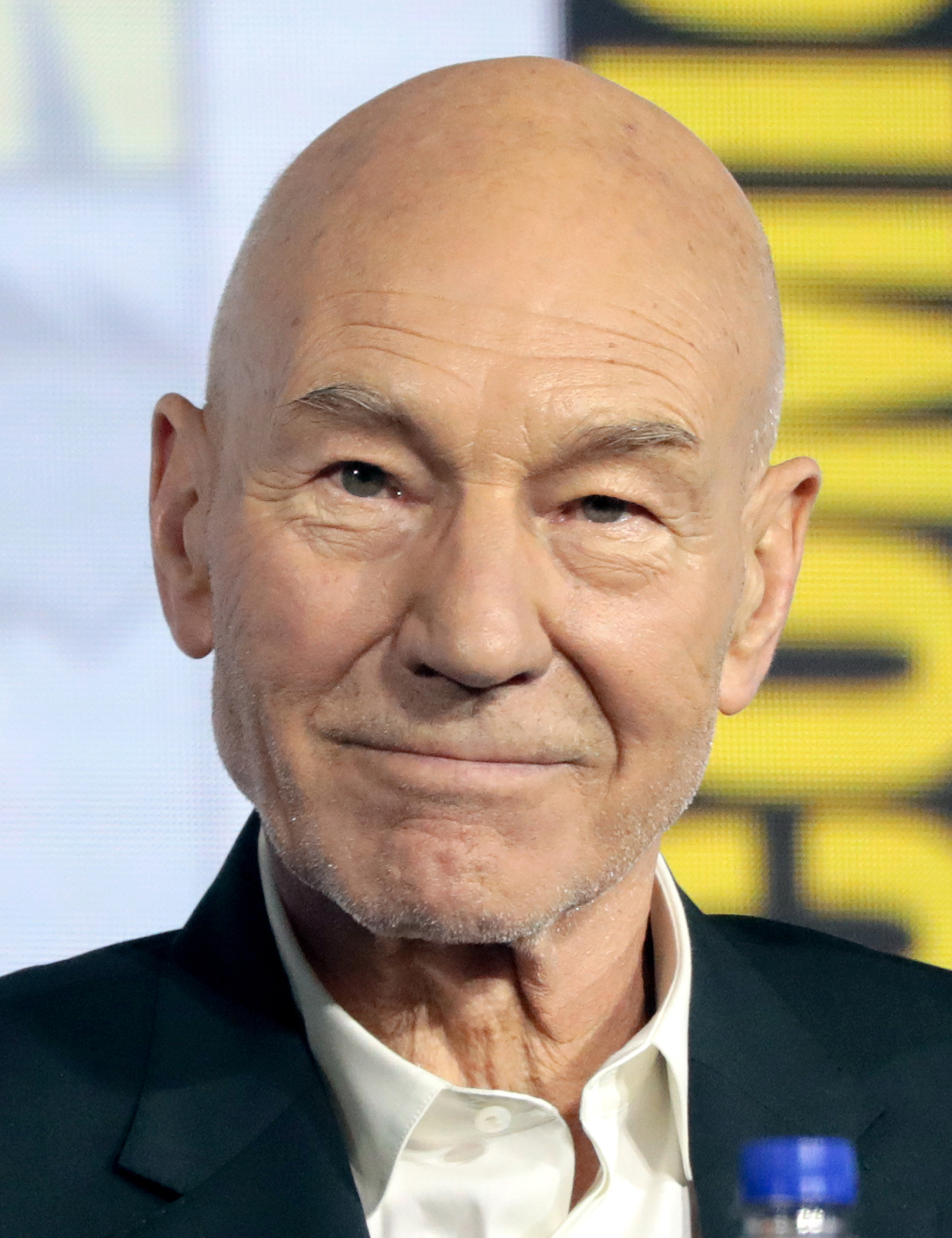
Patrick Stewart (2019)

Sir Patrick Stewart OBE (* 13. Juli 1940 in Mirfield, West Yorkshire, England) ist ein britischer Schauspieler, Filmproduzent, Filmregisseur, Professor und Hörbuchsprecher. Seit 1966 ist er Darsteller der Royal Shakespeare Company (RSC), bis 1982 im Schauspieler-Kernteam, heute als Honorary Associate Artist. International bekannt wurde er vor allem durch seine Hauptrolle als Captain Jean-Luc Picard in der Science-Fiction-Serie Raumschiff Enterprise – Das nächste Jahrhundert und die Rolle des Charles Xavier in der X-Men-Filmreihe.

## Leben
Patrick Stewart wurde am 13. Juli 1940 in Mirfield als dritter Sohn der Weberin Gladys Stewart und des Soldaten Alfred Stewart geboren. Als Kind litt er unter der Gewalttätigkeit seines Vaters, weswegen er sich gegen häusliche Gewalt einsetzt. Später erfuhr er, dass diese Gewalt durch eine Kriegsneurose seines Vaters ausgelöst wurde, die dieser im Zweiten Weltkrieg erlitt, weshalb er sich ebenfalls in einer Organisation namens „Combat Stress“ engagiert. Bereits im Alter von zwölf Jahren begann er, Theater zu spielen. Die Schule verließ er in seinem 16. Lebensjahr und arbeitete fortan als Journalist. Ein Stipendium eröffnete ihm die Möglichkeit, die Old Vic Theatre School nahe Bristol zu besuchen, und mit 19 Jahren begann er seine Karriere im professionellen Theater, wo er immer größere Erfolge erzielte.
1966 heiratete Stewart die Choreographin Sheila Falconer, mit der er einen Sohn (* 1968) und eine Tochter (* 1973) hat. 1990 trennte er sich von seiner Frau und heiratete im August 2000 Wendy Neuss, die Produzentin zahlreicher Folgen der Fernsehserie Raumschiff Enterprise – Das nächste Jahrhundert, in der Stewart eine Hauptrolle spielte. Trauzeuge bei dieser Hochzeit war sein Serienkollege Brent Spiner. Die Ehe wurde 2003 geschieden. Bis gegen Ende des Jahres 2007 war er mit der britischen Schauspielerin Lisa Dillon liiert, die er während der Scheidung von Wendy Neuss kennengelernt hatte. Am 8. September 2013 heiratete er die Sängerin Sunny Ozell. Ian McKellen traute das Paar.
Stewart war von 2003 bis 2015 Kanzler der britischen University of Huddersfield. Nachdem er 2007 Cameron Mackintosh Visiting Professor of Contemporary Theatre am St. Catherine’s College der University of Oxford gewesen war, übernahm er 2008 eine Professur für Darstellende Künste an der University of Huddersfield.
Patrick Stewart lebt in New York City. In seiner Freizeit liest er gerne und ist Fan des englischen Fußballclubs Huddersfield Town. Politisch steht Stewart auf Seiten der Labour Party, die er seit Jahren unterstützt.

## Werk

### Royal Shakespeare Company und Star Trek

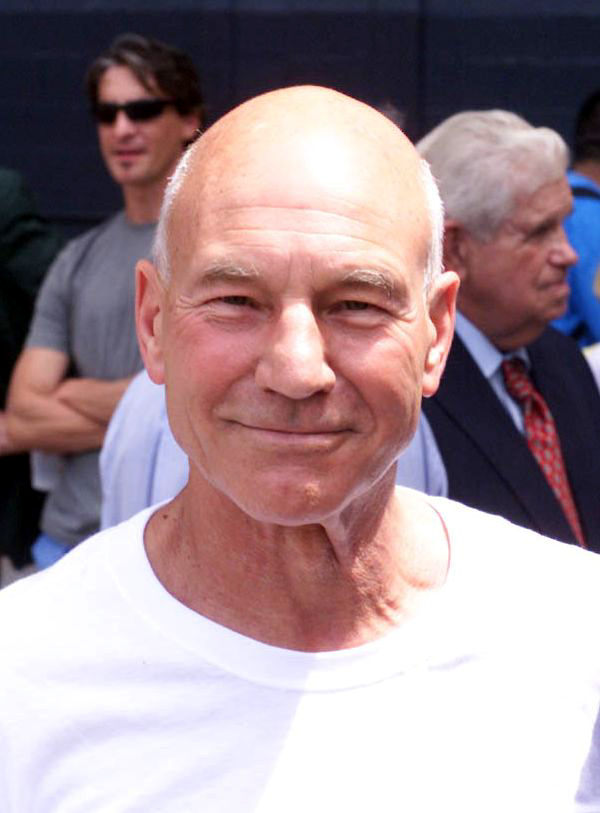
Patrick Stewart (2004)

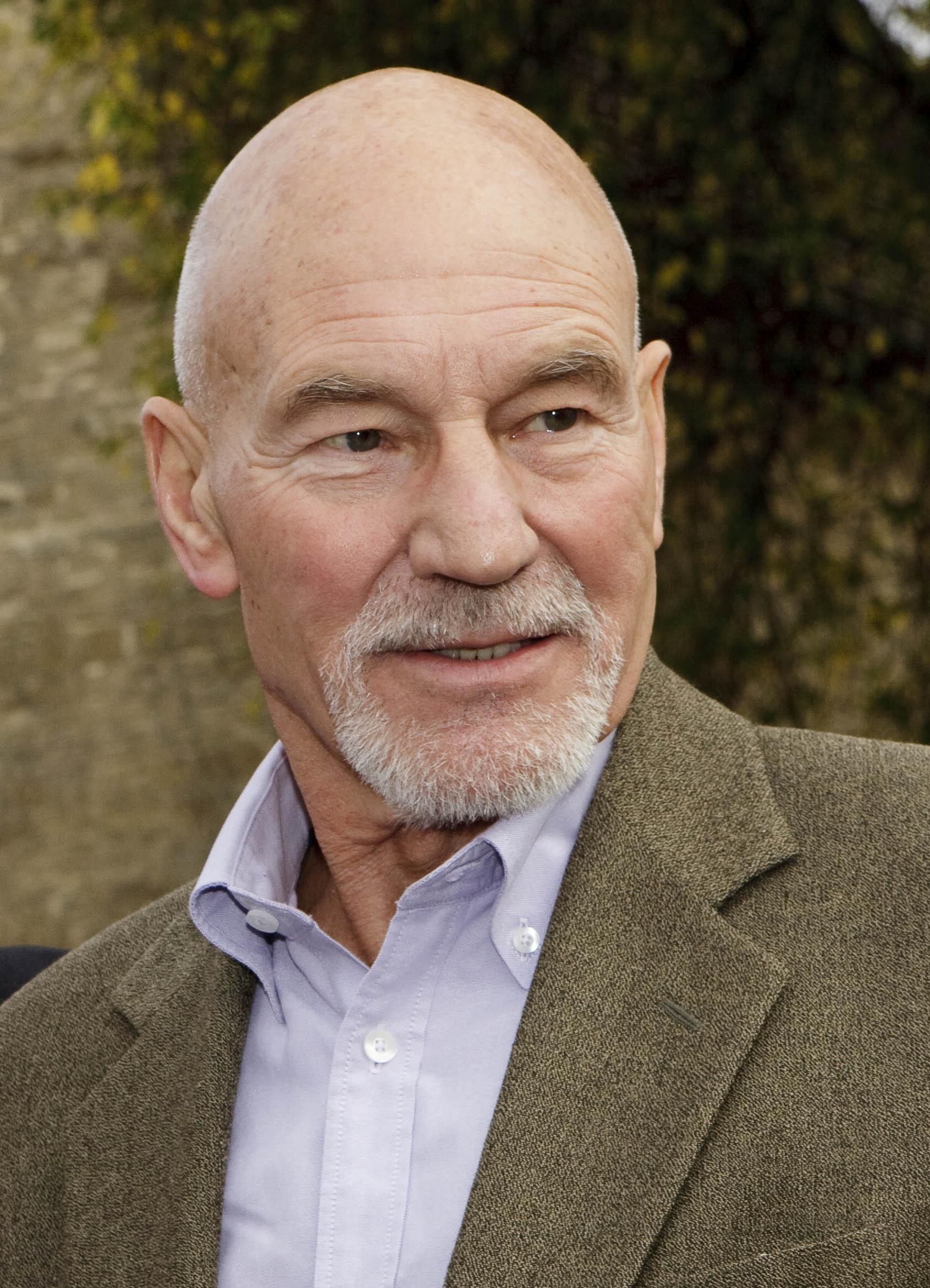
Patrick Stewart (2009)

Als Schauspieler wirkte Stewart in vielen Theaterstücken und Filmen mit, von 1966 bis 1982 spielte er zahlreiche Shakespeare-Rollen als Mitglied des Kernteams der Royal Shakespeare Company, und 2007 wurde er als Bester Darsteller in einem Shakespeare-Stück mit dem London Critics’ Circle Theatre Award ausgezeichnet. Als Film- und Fernsehdarsteller spielte er allerdings lange nur kleinere Rollen, deren Drehzeiten sich mit der Arbeit am Theater vereinbaren ließen. Darunter waren Rollen in Der kleine Lord und Excalibur. Erst ab Anfang der 1980er-Jahre wurde Stewart dann durch Nebenrollen einem breiten Publikum außerhalb des Theaters bekannt.
1986 entdeckte Star-Trek-Produzent Robert Justman Patrick Stewart bei einer Dramatik-Vorlesung der UCLA. Noch im selben Jahr wurde er für die Hauptrolle des Captain Jean-Luc Picard in der von 1987 bis 1994 produzierten Star-Trek-Fernsehserie Raumschiff Enterprise – Das nächste Jahrhundert verpflichtet. Stewart erschien ihm als Idealbesetzung für die Rolle des neuen Kapitäns des Raumschiffs Enterprise, da er bereits damals sehr häufig Führungspersönlichkeiten dargestellt hatte. Nach Diskussionen darüber, ob man Stewart einen amerikanischen Akzent beibringen solle, entschied man sich dafür, dass er seinen englischen Akzent auch in der Serie verwenden sollte. Man erhoffte sich, dadurch die europäische Herkunft von Jean-Luc Picard zu unterstreichen. In die Rolle des Raumschiffcaptains Picard durfte Stewart seine Begeisterung für Shakespeare einbringen. Daher rezitiert Jean-Luc Picard in der Sci-Fi-Fernsehserie Raumschiff Enterprise: Das nächste Jahrhundert häufig Stellen aus Shakespeares Werken und nutzt diese zur Argumentation. In dieser Rolle gelang es ihm mühelos, die Kluft zwischen den klassischen Theaterstücken und einer futuristischen Welt zu überbrücken. Seine Ausbildung am Theater verhalf ihm in der Serie zu einer sehr tiefgründigen Darstellung des Captains. In der Star-Trek-Fangemeinde gilt er als eine der wichtigsten Figuren des Star-Trek-Universums.
Die Rolle des Captain Picard spielte Stewart auch zwischen 1994 und 2002 in den Star-Trek-Kinofilmen Nr. 7–10. Im Juli 2006 erklärte Stewart gegenüber der britischen Tageszeitung Daily Telegraph, dass er nicht glaube, noch einmal in einem Star-Trek-Film mitzuspielen. Grundsätzlich ausschließen wollte er dies jedoch nicht. Anfang August 2018 trat Patrick Stewart bei der Star Trek Convention in Las Vegas als Überraschungsgast auf und verkündete „Jean-Luc Picard is back“. 2020 nahm er nach 18 Jahren seine Rolle als Jean-Luc Picard in der Serie Star Trek: Picard wieder auf.

### Film und Fernsehen
Seinen ersten größeren Fernsehauftritt hatte Stewart in der 1976 erschienenen BBC-Serie Ich, Claudius – Kaiser und Gott, wo er Seianus darstellte. In den 1980er Jahren war Stewart in mehreren kleinen Nebenrollen im Kino zu sehen, beispielsweise in Der Wüstenplanet und Lifeforce – Die tödliche Bedrohung. Während seiner Star-Trek-Zeit übernahm er einzelne, meist kleinere Rollen in Filmen wie L. A. Story oder Death Train. Nach dem Ende der Star-Trek-Fernsehserie folgten neben seinen Auftritten in den Star-Trek-Kinofilmen Haupt- und größere Nebenrollen in Kino- und Fernsehfilmen wie Das Gespenst von Canterville und Fletcher’s Visionen. Im 1998 erschienenen zweiteiligen Fernsehfilm Moby Dick spielte Stewart den rachsüchtigen Kapitän Ahab, mit dem sein Charakter Picard in Star Trek: Der erste Kontakt (1996) einmal verglichen wurde.
Seit 2000 trugen die X-Men-Verfilmungen zu Stewarts internationaler Bekanntheit bei, in denen er die Hauptrolle des Professors Charles Francis Xavier spielte. In der Verfilmung des Jules-Verne-Romans Die geheimnisvolle Insel spielte Stewart 2005 erneut einen Captain. Seit 2005 spricht er die optisch an ihn angelehnte Figur des Avery Bullock in der Serie American Dad. Seit dieser Zeit übernahm er auch weitere Synchronrollen, etwa in Zeichentrickserien oder Computerspielen.

### Rückkehr zum Theater
Nach dem letzten Film der X-Men-Trilogie, X-Men: Der letzte Widerstand (2006), konzentrierte sich Stewart überwiegend auf seine Theaterkarriere und war in unterschiedlichen Bühnenrollen zu sehen, vor allem am Londoner Westend und im Royal Shakespeare Theatre in Stratford-upon-Avon (z. B. im Sommer 2006 als Zauberer Prospero in Shakespeares Der Sturm). Anfang 2007 trat er am Londoner Westend/Novello Theatre im Rahmen der Complete Works Tour der Royal Shakespeare Company (RSC) nochmals als Prospero auf, ferner als Antonius in Antonius und Cleopatra.
Außerdem folgten im Sommer 2007 während des Chichester Festival Theatre Events (West Sussex) die Rollen des eloquenten Butlers Malvolio in Shakespeares Twelfth Night (Was ihr wollt) sowie als Titelfigur in Macbeth. 2008 stand er erneut für die RSC auf der Bühne, diesmal als brudermordender Claudius (sowie als Geist des Ermordeten) in Shakespeares Hamlet am RST und am Courtyard Theatre in Stratford-upon-Avon unter der Regie von Greg Doran (Intendant der RSC seit 2012). 2009 zog die Inszenierung für die zweite Hälfte der Spielzeit ins Londoner West End, am zweiten Weihnachtstag (Boxing Day) desselben Jahres wurde eine aufwändige Verfilmung der Inszenierung (in gleicher Besetzung und erneut unter Dorans Regie) auf BBC Two erstausgestrahlt.
Bis August 2009 spielte Stewart im Londoner Theatre Royal Haymarket zusammen mit Ian McKellen in Samuel Becketts Warten auf Godot unter der Regie von Sean Mathias. Stewart und McKellen arbeiteten bereits 1977 bei Tom Stoppards Every Good Boy Deserves Favour, damals für die RSC, ihre bekannteste Zusammenarbeit ist jedoch die X-Men-Reihe.
Von Mai bis September 2011 war Stewart in Stratford-upon-Avon für die RSC erneut in einem Shakespeare-Werk zu sehen: In Der Kaufmann von Venedig spielte er die Rolle des Shylock, und die Regie übernahm wieder Rupert Goold, der mit Stewart schon in mehreren Produktionen zusammengearbeitet hat.

### Weitere Kino- und Fernsehrollen
2014 war Stewart in X-Men: Zukunft ist Vergangenheit erneut als Charles Xavier zu sehen. 2015 und 2016 spielte er die Hauptrolle des Walter Blunt in der Sitcom Blunt Talk, in der er einen drogenabhängigen Fernsehmoderator verkörpert, sowie eine Hauptrolle in dem Thriller Green Room. 2017 spielte er erneut die Rolle des Charles Francis Xavier in dem Film Logan – The Wolverine. Diese Rolle übernahm er zuletzt 2022 in dem Film Doctor Strange in the Multiverse of Madness. 2020 kehrte er zur Rolle des Picard in der Serie Star Trek: Picard zurück.

### Auszeichnungen

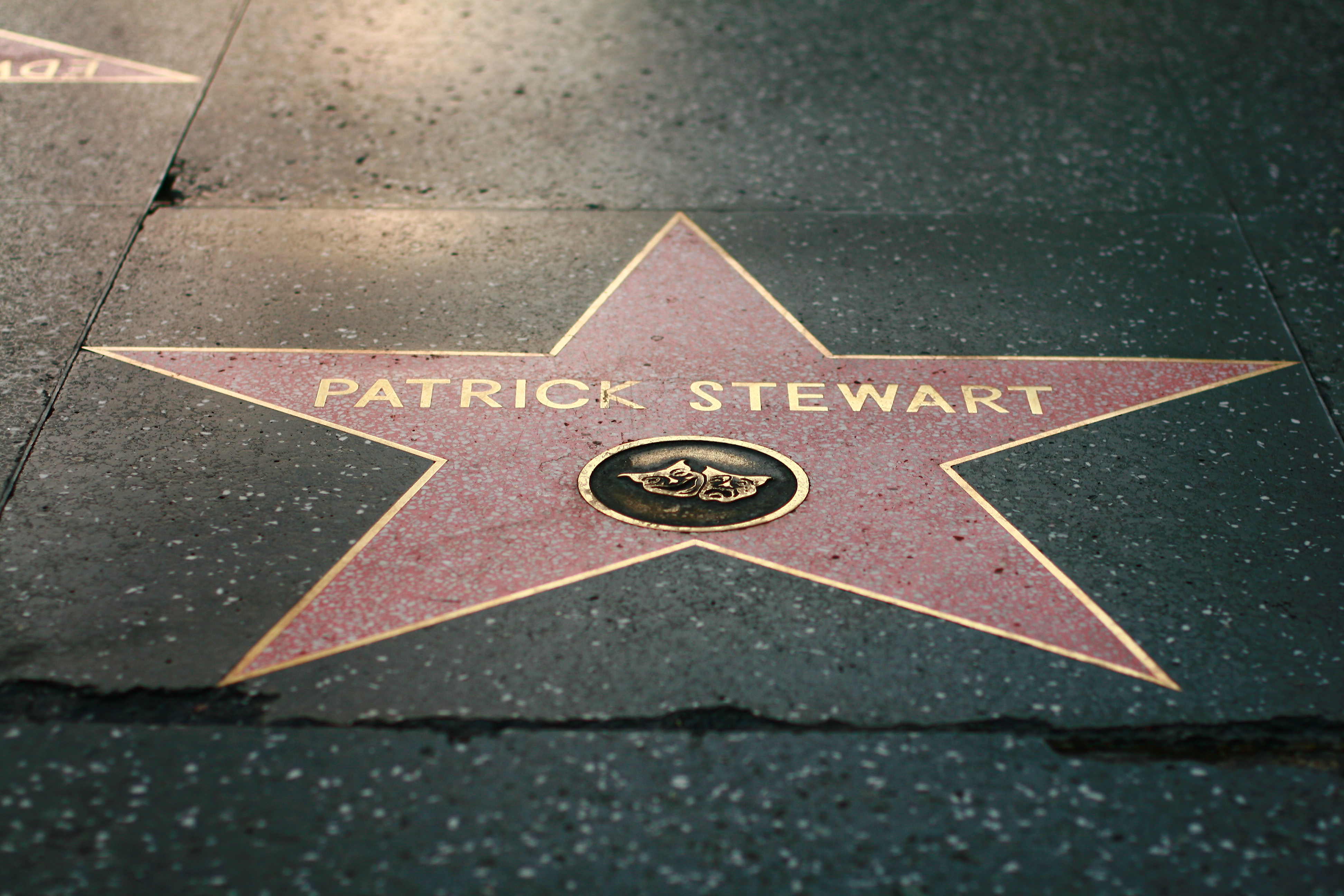
Patrick Stewarts Stern auf dem Hollywood Walk of Fame

Aufgrund seiner Leistungen in mehreren Filmen und in der Fernsehserie Raumschiff Enterprise: Das nächste Jahrhundert erhielt Stewart Auszeichnungen wie eine Nominierung als bester Darsteller in einer Drama-Fernsehserie zum Screen Actors Guild Awards 1995. 1996 erhielt er den Will Award als Anerkennung seiner Karriere als Theaterschauspieler. Wiederholt wurde Stewart zum “sexiest man on television” gewählt, unter anderem bei der Leser-Befragung der Fernsehzeitschrift TV Guide 1992, gefolgt von seiner Wahl zum großartigsten Mann im Fernsehen 1993. Seit 1996 befindet sich ein Stern mit seinem Namen auf dem Hollywood Walk of Fame.
Die meisten Nominierungen und Auszeichnungen erhielt Stewart jedoch nach Ende seiner Star-Trek-Serien-Hauptrolle: 1996 erhielt seine Vertonung von Peter und der Wolf einen Grammy für das beste gesprochene Kinderalbum. 1998–2006 wurde er dreimal für einen Emmy, 1999 und 2005 als TV-Schauspieler für einen Golden Globe und 2008 für einen Tony Award für seine Darstellung des Macbeth nominiert. 2008 erhielt er für seine Theaterdarstellungen den Gielgud Award. 2024 gewann Stewart den Saturn Award in der Kategorie Bester Hauptdarsteller in einer TV-Serie für seine Rolle als Admiral Jean-Luc Picard in Star Trek: Picard.
Seit dem Jahr 2001 trägt Stewart den Titel eines Officer of the Order of the British Empire (OBE). In der New Year Honours List gab Königin Elisabeth II. am 30. Dezember 2009 Stewarts Ernennung zum Knight Bachelor bekannt, seit der er sich Sir Patrick Stewart nennen darf. Der zeremonielle Ritterschlag für seine Verdienste um die Schauspielkunst folgte am 2. Juni 2010 im Buckingham Palace. Bei diesem Anlass verwies Stewart auf seine Vorbilder “Sir [sic] Laurence Olivier, Sir John Gielgud, Sir Alec Guinness” und betonte, es sei “the grandest thing that has professionally happened to me”, dass er durch den Ritterschlag mit diesen in einer Reihe stehe.

## Filmografie (Auswahl)

### Filme
- 1975: North and South
- 1975: Ein Mann namens Hennessy (Hennessy)
- 1975: Hedda Gabler (Hedda)
- 1980: Hamlet, Prince of Denmark
- 1980: Der kleine Lord (Little Lord Fauntleroy)
- 1981: Excalibur
- 1984: Johannes Paul II. – Sein Weg nach Rom (Pope John Paul II)
- 1984: Races
- 1984: Der Wüstenplanet (Dune)
- 1985: Lifeforce – Die tödliche Bedrohung (Lifeforce)
- 1985: Wildgänse 2 (Wild Geese II)
- 1985: Codename: Emerald (Code Name: Emerald)
- 1986: Lady Jane – Königin für neun Tage (Lady Jane)
- 1991: L.A. Story
- 1993: Death Train
- 1993: Robin Hood – Helden in Strumpfhosen (Robin Hood: Men in Tights)
- 1994: Der Pagemaster – Richies fantastische Reise (The Pagemaster)
- 1994: The Gunmen
- 1994: Star Trek: Treffen der Generationen (Star Trek Generations)
- 1995: Jeffrey
- 1995: Let It Be Me
- 1996: Das Gespenst von Canterville (The Canterville Ghost, Fernsehfilm)
- 1996: Star Trek: Der erste Kontakt (Star Trek: First Contact)
- 1997: Masterminds – Das Duell (Masterminds)
- 1997: Fletcher’s Visionen (Conspiracy Theory)
- 1998: Dad Savage
- 1998: Abgeschottet (Safe House)
- 1998: Star Trek: Der Aufstand (Star Trek: Insurrection)
- 1998: Moby Dick (zweiteiliger Fernsehfilm)
- 1999: A Christmas Carol – Die Nacht vor Weihnachten (A Christmas Carol)
- 2000: X-Men
- 2001: Jimmy Neutron – Der mutige Erfinder (Jimmy Neutron: Boy Genius)
- 2002: Star Trek: Nemesis
- 2002: King of Texas (Fernsehfilm)
- 2003: X-Men 2 (X2)
- 2004: Lion in Winter – Kampf um die Krone des Königs (The Lion in Winter, Fernsehfilm)
- 2005: Mysterious Island – Die geheimnisvolle Insel (Mysterious Island, Fernsehfilm)
- 2006: X-Men: Der letzte Widerstand (X-Men: The Last Stand)
- 2006: Bambi 2 – Der Herr der Wälder (Bambi II) (Stimme)
- 2009: X-Men Origins: Wolverine (Gesichtsanimation)
- 2009: Hamlet (Fernsehfilm)
- 2010: Macbeth (Fernsehfilm)
- 2011: Gnomeo und Julia (Gnomeo and Juliet) (Stimme)
- 2012: Richard II (Fernsehfilm)
- 2012: Ice Age 4 – Voll verschoben (Ice Age 4: Continental Drift) (Stimme)
- 2013: Die unüblichen Verdächtigen (Hunting Elephants)
- 2013: Wolverine: Weg des Kriegers (The Wolverine)
- 2014: X-Men: Zukunft ist Vergangenheit (X-Men: Days of Future Past)
- 2014: Das Geheimnis des Balletttänzers (Match)
- 2015: Green Room
- 2017: Logan – The Wolverine (Logan)
- 2017: Emoji – Der Film (The Emoji Movie) (Stimme)
- 2017: DragonHeart 4: Die Kraft des Feuers (Dragonheart: Battle for the Heartfire) (Stimme)
- 2017: The Wilde Wedding
- 2019: Wenn du König wärst (The Kid Who Would Be King)
- 2019: 3 Engel für Charlie (Charlie’s Angels)
- 2019: The Last Note – Sinfonie des Lebens (Coda)
- 2022: Doctor Strange in the Multiverse of Madness

### Serien
- 1974: Sturz der Adler (Fall of Eagles, 3 Folgen)
- 1976: Ich, Claudius, Kaiser und Gott (I Claudius, 4 Folgen)
- 1979: Dame, König, As, Spion (Tinker Tailor Soldier Spy)
- 1982: Agent in eigener Sache (Smiley’s People)
- 1987–1994: Raumschiff Enterprise – Das nächste Jahrhundert (Star Trek: The Next Generation, 178 Folgen)
- 1993: Star Trek: Deep Space Nine (Folge 1x01/02 Der Abgesandte)
- 1995, 2013: Die Simpsons (2 Folgen, Stimme)
- 2003: Frasier (Folge 11x03)
- 2005: Extras (Folge 1x06)
- seit 2005: American Dad (Stimme von Avery Bullock)
- seit 2005: Family Guy (Innere Stimme von Susie Swanson)
- 2013: American Dad (Folge 9x10)
- 2015–2016: Blunt Talk (20 Folgen)
- 2020–2023: Star Trek: Picard (30 Folgen)

## Computerspiele
- Lands of Lore (Stimme von King Richard of Gladstone)
- Forgotten Realms: Demon Stone (Stimme von Khelben „Blackstaff“ Arunsun)
- The Elder Scrolls IV: Oblivion (Stimme von Kaiser Uriel Septim VII)
- Star Trek: A Final Unity (Stimme von Captain Jean-Luc Picard)
- Star Trek: Elite Force 2 (Stimme von Captain Jean-Luc Picard)
- Star Trek: Armada (Stimme von Captain Jean-Luc Picard)
- Star Trek: Bridge Commander (Stimme von Captain Jean-Luc Picard)
- Star Trek: Starfleet Command 3 (Stimme von Captain Jean-Luc Picard)
- Star Trek: Legacy (Stimme von Captain Jean-Luc Picard)
- Castlevania: Lords of Shadow (XBOX 360, PS3, Stimme von Zobek / Dunkler Fürst der Toten)
- Castlevania: Lords of Shadow 2 (XBOX 360, PS3, erneut als Stimme von Zobek)
- My Memory of Us (Stimme des Erzählers/Protagonisten)

## Deutsche Synchronstimmen
Seine deutsche Stimme war vor allem in Star Trek und X-Men Rolf Schult.
Während der vierten Staffel von Raumschiff Enterprise – Das nächste Jahrhundert übernahm Ernst Meincke die Synchronisation der Serie. In der Serie Star Trek: Picard wird Stewart erneut von Ernst Meincke synchronisiert.
Des Weiteren synchronisierte Meincke Stewart in einigen Filmen. Die Filmsynchronisationen von Star Trek und X-Men übernahm bis 2009 weiterhin Rolf Schult.
1980 wurde er im Film Der kleine Lord von Friedrich G. Beckhaus synchronisiert.
Im Film Green Room wurde er von Reinhard Glemnitz gesprochen.
Seit 2013 wird er in Filmen von Kaspar Eichel gesprochen.

## Hörbücher (Auswahl)
- 2006 (Audible): Charles Dickens: A Christmas Carol